# Der Stürmer (Band)
Der Stürmer ist eine griechische Band, die zur NSBM-Szene gehört und in dieser zu den bekanntesten Gruppen zählt.

## Bandgeschichte
Die Band wurde 1998 von Nick „Jarl von Hagall“ Giohalas mit dem Ziel, neonazistische Propaganda zu verbreiten, gegründet. Der ursprüngliche Name der Band war Herrenblut. Als Einflüsse nennt die Band frühe NSBM-Bands wie Capricornus, Spear of Longinus, Schwarze Sonne, Morke, Lord of Evil/WAR 88, Abs Conditus, Absurd, RAC-Bands wie No Remorse, Skullhead, Svastika, Macht & Ehre, Landser, SS-Totenkopf, Razors Edge und den Hatecore. Da die Band aufgrund dieser Einflüsse vom typischen Black Metal abweicht, wird sie teilweise nur wegen ihrer Ideologie zum NSBM gezählt.
In den Jahren 1999 und 2000 erschienen zwei Demos der Band, 2001 wurde ihr Debütalbum The Blood Calls for W.A.R. (mit Giorgos „Kaiadas“ Germenis als Gastmusiker) veröffentlicht. Bekannt wurde die Band in der NSBM-Szene durch ihre offen nationalsozialistischen Texte und Split-Veröffentlichungen mit ähnlich gearteten Bands wie Capricornus, WAR 88 und Totenburg. Des Weiteren beteiligte sie sich an diversen NSBM-Kompilationen wie The Night And The Fog Part II – Hammer of National Socialist Black Metal (mit dem Legion-of-Doom-Schlagzeuger Nikos „Aithir“ Konstadinou als Gastmusiker) der rechtsextremistischen Pagan Front und einem Tributealbum für Graveland.
Die Mitglieder der Band sind alle in der griechischen Neonazi-Szene und der Partei Chrysi Avgi aktiv sowie Mitglied bei diversen ähnlichen Bands wie Ravenbanner, Wodulf, Wintergods, Nachtkaiser oder Stosstrupp. Des Weiteren ist die Band Mitglied der NSBM-Vereinigung Pagan Front. Giohalas trat auch bereits mehrmals bei rechtsextremen Veranstaltungen im deutschsprachigen Raum als Redner auf, wie etwa 2005 und 2007 bei dem von der NPD organisierten Fest der Völker in Jena. Commando Wolf betreibt das Label Totenkopf Propaganda, auf dem auch das Debütalbum der französischen NSBM-Band Ad Hominem als Tape-Version erschien.
Am 1. Februar 2008 sollte die Band zusammen mit Absurd und Satanic Warmaster, eine der wenigen von der Band unterstützten satanistischen Bands, in Tampere und Turku auftreten. Organisiert wurde die Veranstaltung von der Pagan Front. Im Vorfeld sorgte das Konzert für Aufsehen, da eine antirassistische Gruppe die Bürger davor warnte, sich in der Nähe des Konzertortes aufzuhalten. Das Konzert war bereits wenige Tage zuvor ausverkauft und wurde nach dem Protest an einen geheimen Ort verlegt.
In Deutschland werden sämtliche Artikel der Band unter dem Decknamen Der Sturm angeboten. Das Album The Blood Calls for W.A.R. wurde 2004 von der Bundesprüfstelle für jugendgefährdende Medien indiziert.
Am 1. Januar 2022 verstarb Hjarulv Henker.

## Ideologie
Auf ihrer Homepage stellt die Band klar, dass es ihr in erster Linie um ihre Ideologie gehe und das musikalische Element ihrer Musik zweitrangig sei. Ihr Ziel sei es, heidnische wie nationalsozialistische Werte und Weltanschauungen zu verbreiten. Sie lehnt die Welt seit der industriellen Revolution ab und will eine neue „arische Weltordnung“, die aus den Trümmern des alten entstehen soll. Die Ideologie bezieht sich jedoch auf alle in Europa lebende Völker und entspricht somit mehr der White-Power-Bewegung. Als gemeinsamer Feind wird hierbei das Judentum genannt. Den Nationalsozialismus nannte Sänger Commando Wolf einen hellen Moment in der europäischen Geschichte und ein Beispiel für Mut, Heldentum und eisernen Willen. Er betonte zudem, dass man diesem Ideal folgen und man den Kampf und die Opferbereitschaft dieser Leute nicht vergessen solle.
Die Lieder behandeln als Thema zum Großteil den Nationalsozialismus und dessen Glorifizierung. Die Texte sind ausschließlich in englischer Sprache verfasst, jedoch haben manche der Titel (zum Teil fehlerhafte) deutsche Namen wie z. B. Adolf der Große, Bis in den Tod!, Sieg Heil Vaterland, Der Kakenkreutz oder Ein Volk, ein Reich, ein Führer.
Der Name der Band leitet sich von der NS-Propaganda-Zeitung Der Stürmer ab, die 1923 von Julius Streicher gegründet wurde. als Logo verwendet die Band den Fraktur-Schriftzug der Zeitung. Die Band selbst bezeichnet Streicher als eine Musterperson des Nationalsozialismus:

“[W]e took it from the infamous anti-jewish newspaper that existed in Germany, edited by Julius Streicher, an example of a True National Socialist Fighter. His life ended on the Judaic ropes of the joke known today as the "Nuremberg trial"”

Die Covergestaltung der Band ist entsprechend auf diese Zeit gerichtet, bei den Demos wurden Bilder von Massenaufmärschen der Nazis verwendet. Auf dem zweiten Album ist eine wehende NS-Reichskriegsflagge inmitten der Ruinen der Athener Akropolis zu sehen.

## Diskografie

### Demos
- 1999: Europa erwache!
- 2000: Siegtruppen
- 2000: Unreleased Demo
- 2017: Exalted in War (indiziert am 24. November 2020[13])

### Alben
- 2001: The Blood Calls for W.A.R. (indiziert am 31. Dezember 2004[10])
- 2006: A Banner Greater Than Death (indiziert am 31. Oktober 2014[14])
- 2008: Bloodsworn (indiziert am 31. Juli 2011)
- 2010: Carelian Pagan Madness Live
- 2010: Transcendental Racial Idealism (indiziert am 5. Februar 2014[15])
- 2017: Vril Command (Livealbum, indiziert am 27. Oktober 2020[16])
- 2018: Hail to Finland (Livealbum, indiziert am 5. März 2019[17])
- 2018: Bloodsworn II The Second Decade

### EPs
- 2002: Iron Will and Discipline
- 2013: Areifatoi

### Split-Veröffentlichungen
- 2003: Polish-Hellenic Alliance Against Z.O.G.! (zusammen mit Capricornus)
- 2004: Der Stürmer / Galgenberg (Wiederveröffentlichung der Demos Europa erwache! und Galgenberg, indiziert am 31. August 2011[18])
- 2004: Once and Again Plundering the Zion (zusammen mit WAR 88)
- 2005: Arghoslent/Mudoven/Der Stürmer (Split-EP, indiziert[19])
- 2007: Si Vis Pacem, Para Bellum (zusammen mit Totenburg)
- 2007: Those Who Want to Create... Must Have the Will to Destroy! (zusammen mit Nacht und Nebel und Evil)
- 2013: Der Stürmer / Wehrhammer (Split-EP, indiziert am 21. Juli 2020[20])
- 2016: Kansojen hävittäjä / Crushing the Maccabees (EP, zusammen mit Goatmoon, indiziert[21])
- 2016: Unica Fede - Unica Volonta (Live at Hot Shower) (zusammen mit Evil)
- 2016: Long Journey to the Truth / Night and Fog over Finlandia (EP, zusammen mit Via Dolorosa)
- 2016: Der Stürmer / Auschwitz Symphony Orchestra (Split-CD, indiziert[22])
- 2016:  Der Stürmer / Malsaint / Blutkult (Split-CD, indiziert)